# Harald Kimpel
Harald Kimpel (* 29. Januar 1950 in Kassel) ist ein deutscher Kunstwissenschaftler und Kurator.

## Leben
Nach dem Abitur in Kassel studierte Kimpel von 1970 bis 1975 Kunstpädagogik an der Hochschule für bildende Künste/Gesamthochschule Kassel, und von 1975 bis 1980 Kunstgeschichte, Klassische Archäologie und Europäische Ethnologie an der Philipps-Universität Marburg. 1996 wurde er bei Berthold Hinz und Walter Grasskamp mit einer Arbeit zur Geschichte der documenta promoviert.
Von 1981 bis 2015 arbeitete Kimpel als wissenschaftlicher Mitarbeiter beim Kulturamt der Stadt Kassel. Er war Leiter der Ausstellungsabteilung, in der Leitung des documenta-Archivs und in der Abteilung Kulturförderung und -beratung. Weiterhin ist er tätig als Kurator von Themenausstellungen und Autor mit den Schwerpunkten Geschichte der documenta, Gegenwartskunst sowie Alltags- und Kulturgeschichte.
Seit 2018 ist Kimpel assoziierter Wissenschaftler beim documenta archiv Kassel.

## Ausstellungen (Auswahl)
- Kunst im Rahmen der Werbung. Kassel 1982
- Zukunftsräume. Bildwelten und Weltbilder der Science-Fiction. Kassel 1984
- Himmelsschreiber. Dimensionen eines flüchtigen Mediums. Kassel 1986
- Aversion/Akzeptanz. Öffentliche Kunst und öffentliche Meinung. Außeninstallationen aus documenta-Vergangenheit. Kassel 1992
- Die vertikale Gefahr. Luftkrieg in der Kunst. Kassel 1993
- Innere Sicherheit: Bunker-Ästhetik. Marburger Kunstverein 2006, Katalog[1]
- Skinscapes. Die Kunst der Körperoberfläche. Marburger Kunstverein 2009
- art@science. Drei Positionen der Wissenschaftsästhetik. Ulysses Belz, Ingrid Hermentin, Norbert Pümpel. Marburger Kunstverein Oktober - Dezember 2014, Begleitbuch
- Sweet Home. Wohnen im Zeitalter der Unbehaustheit. Marburger Kunstverein 2022

## Schriften (Auswahl)
Aufsätze
- 1984. Vom Umgang mit einem Datum. In: Hildegund Amanshauser (Hrsg.): 1984. Orwell und die Gegenwart. Museum Moderner Kunst, Wien 1984, S. 119–127 (Katalog der gleichnamigen Ausstellung, 10. Mai bis 8. Juli 1984).
- Am Schmelzpunkt der Kunst. Eis als Material und Thema ästhetischer Konzepte. In: Hans-Christian Täubrich u. a. (Hrsg.): Unter Null. Kunsteis, Kälte und Kultur. Beck, München 1991, S. 232–249 (Katalog der gleichnamigen Ausstellung, Museum Industriekultur (Nürnberg), 4. Mai bis 28. Juli 1991).
- Der Tunnel als Wille und Vorstellung. Besichtigungen imaginärer Baustellen. In: Elmar Altwasser u. a.: Tunnel. Orte des Durchbruchs. Jonas-Verlag, Marburg, S. 54–69.
- mit Johanna Werckmeister: Die Schöne als das Biest. Zur Ikonographie der Sphinx. In: Helmut Kreuzer (Hrsg.): Don Juan und Femme fatale. Fink-Verlag, München 1994, S. 117–225
- Grundrisse und Abrisse. Imaginäre Urbanität zwischen Ideal und Apokalypse. In: Werner Heunoske u. a. (Hrsg.): Die Erfindung der Stadt. Von Babylon zur Global City. Stadtmuseum, Erlangen 2002, S. 35–46 (Katalog der gleichnamigen Ausstellung, 29. September bis 30. Dezember 2002).
- mit Johanna Werckmeister: Leidmotive. Möglichkeiten der künstlerischen Nibelungen-Rezeption seit 1945. In: Joachim Heinzle u. a. (Hrsg.): Die Nibelungen. Sage, Epos, Mythos. Reichert-Verlag, Wiesbaden 2003, S. 637–656
- Die unbehauste Ausstellung. documenta auf der Suche nach ihrer Architektur. In: Michael Glasmeier (Hrsg.): archive in motion. documenta-Handbuch. 50 Jahre documenta. Steidl Verlag, Göttingen 2007, S. 68–76 (Fridericianum).
- Werner Haftmann und der „Geist der französischen Kunst“. In: Martin Schieder, Isabella Ewig (Hrsg.): In die Freiheit geworfen. Positionen zur deutsch-französischen Kunstgeschichte nach 1945. Akademie-Verlag, Berlin 2006, S. 129–150.
- documenta. Die nachrückende Avantgarde. In: Johannes Kirschenmann, Florian Matzner (Hrsg.): documenta Kassel. Skulptur Münster, Biennale Venedig. Edition kopaed, München 2007, S. 9–43.
- Übersehenswürdigkeiten. Bunkerästhetik zwischen Tarnung und Warnung. In: Inge Marßolek, Marc Buggeln (Hrsg.): Bunker. Kriegsort, Zuflucht, Erinnerungsraum. Campus-Verlag, Frankfurt/M. 2008, S. 293–307.
- „Ein gewaltiges, übergewaltiges Erlebnis!“ Hans Jürgen von der Wense besucht die documenta. In: text + kritik. Heft 185: Hans Jürgen von der Wense. Edition Text + Kritik, München 2010, S. 64–82.
- Jenseits des Meteorologischen: Wenses Wolken. In: Andreas Gebhardt, Karl-Heinz Nickel (Hrsg.): Hans Jürgen von der Wense. Einflüsse-Wirkungen-Inspirationen. Kassel, university press 2012, S. 9–24
- Jenseits des Abendlands: Visionen einer neuen Weltkunst. Die documenta unter Globalisierungsdruck. In: Ariane Hellinger u. a. (Hrsg.): Die Politik in der Kunst und die Kunst in der Politik. Springer SV, Wiesbaden 2013, S. 181–209
- Zugängliche Kunst. Vom Kommen und Gehen in Bildern. In: Barbara Lutz-Sterzenbach u. a. (Hrsg.): Bild und Bildung. Praxis, Reflexion, Wissen im Kontext von Kunst und Medien. kopaed, München 2014, S. 367–378
- Die selbstempfundene Verletzlichkeit des menschlichen Seins. Wols, die documenta und der „kosmische Jargon“. In: Wols. Aufbruch nach 1945. Michael Imhof Verlag, Petersberg 2014, S. 74–85 (Katalog der gleichnamigen Ausstellung, Museumslandschaft Hessen Kassel, Neue Galerie, 14. März bis 15. Juni 2014)
- Der kuratierte Stau. Die Warteschlange als szenografisches Essential. In: Kai-Uwe Hemken (Hrsg.): Kritische Szenografie. Die Kunstausstellung im 21. Jahrhundert. Transkript Verlag, Bielefeld, S. 417–429
- Das documenta design. Die Evolution der plakativen Selbstdarstellung der Kasseler Weltkunstausstellungen. In: PLAKAT KUNST KASSEL. Michael Imhof Verlag, Petersberg 2016, S. 32–45 (Katalog der gleichnamigen Ausstellung, Museumslandschaft Hessen Kassel, Neue Galerie, 11. November 2016 bis 5. März 2017)
- Herkules auf der documenta: Künstlerische Annäherungen an einen arbeitenden Helden. In: Joachim Schröder (Hrsg.): Der Herkules. 300 Jahre in Kassel. Vom Wahrzeichen zum Welterbe. euregioverlag, Kassel 2017, S. 116–127
- Über die allmähliche Verfertigung der Gedanken beim Wandern. In: Daniele Dell’Agli (Hrsg.): Hans Jürgen von der Wense. Kraftfelder und Korrespondenzen. Verlag Winfried Jenior, Kassel 2018, S. 23–35
- Das Abenteuer der Gestaltung. Inszenierung als Medium der Markenbildung. In: B. Joos u. a. (Hrsg.): bauhaus/documenta. Vision und Marke. Leipzig 2019, 127-131, im gleichen Band:
- Educational Twist. Von Solisten zu Choristen. S. 199–202
- STATT-Die wachsende Provokation. 7ooo Eichen und 7ooo Steine im Kontext. In: Volker Schäfer (H): Beuys 100, Kassel 2020
- Nur Narr! Nur Dichter! Nur Wanderer! Die Neuentdeckung des anarchischen Wanderers Hans Jürgen von der Wense. In: Kunstforum International, 266/2020, S. 156–165
- Bodes Werk und Winters Beitrag - Der Maler als Gesellschafter. In: Fritz Winter: documenta-Künstler der ersten Stunde. München 2020
- Zwischen Kunstverachtung und Kunstverehrung. Zur ästhetischen Praxis in der Sozialutopie. In: Kunst + Unterricht, 433/2020, 58-61
- Jenseits von Wense: Reisen in fremde Kulissen des Denkens. In: Daniele Dell’Agli (H): Hans Jürgen von der Wense. Kraftfelder und Korrespondenzen II. Kassel 2021, S. 9–47
- Vom Scheitern lernen. Zur Erfolgsgeschichte des Misslingens. In: Kunst+Unterricht, 463/2022, S. 28–38
- Wenn Formen Haltungen werden. Die Wiedergeburt der documenta aus dem Geiste des Kollektivs. In: Kunst+Unterricht, 463/2022, S. 73–77
- Bedingt wasserscheu. Das Verhältnis der documenta zu dem Fluss, der die documenta-Stadt durchzieht. In: Petra Wettlaufer-Pohl (H): Kassel: Leben am Fluss. Kassel 2023, S. 130–151

Monographien
- mit Wolfgang Baumann und Friedrich Wilhelm Kniess: Schnellimbiß. Eine Reise durch die kulinarische Provinz. Jonas-Verlag, Marburg 1980,5[2]
- mit Karin Stengel: Fotografische Rekonstruktionen. Edition Temmen, Bremen 1993/2007

1. documenta 1. Erste internationale Kunstausstellung. 1993, (Documenta-Archiv; 3).
2. Documenta '59. Kunst nach 1945. 2000, (Documenta-Archiv; 7).
3. documenta III. Internationale Ausstellung. 2005, (Documenta-Archiv; 12).
4. documenta 4. 2007, (Documenta-Archiv; 17).

- mit Johanna Werckmeister: Die Strandburg. Ein versandetes Freizeitvergnügen. Jonas-Verlag, Marburg 1995,[3]
- documenta. Mythos und Wirklichkeit. Dumont Verlag, Köln 1997, ISBN 3-7701-4182-2[4]
- documenta. Die Überschau. Dumont Verlag, Köln 2002[5]
- Hans-Joachim Bauer - Land Art Projekte 1994 - 2012, Eine Arbeitsbiografie, Marburg 2013,
- „Die Kunst hat nie ein Mensch allein besessen“. Goethe auf der documenta. Kassel 2020

### Herausgeber
- mit Johanna Werckmeister: Triumphzüge. Paraden durch Raum und Zeit. Jonas Verlag, Marburg 2001,
- Kunst im öffentlichen Raum. Jonas Verlag, Marburg 1991/2007.

1. Kassel 1950-1991. 1991,
2. Kassel 1992-2005. 2007,
3. Kassel vor 1943. 2007,

- Innere Sicherheit. Bunker-Ästhetik. Jonas Verlag, Marburg 2009, (Katalog der gleichnamigen Ausstellung, Ostfriesisches Landesmuseum Emden, 20. Oktober bis 7. Dezember 2007).
- Skinscapes. Die Kunst der Körperoberfläche. Jonas Verlag, Marburg 2008,
- Hamlet Syndrom. Schädelstätten. Jonas Verlag, Marburg 2011,
- documenta emotional. Erinnerungen an die Weltkunstausstellungen. Jonas Verlag, Marburg 2011
- art@science. Drei Positionen der Wissenschaftsästhetik. Ulysses Belz, Ingrid Hermentin, Norbert Pümpel. Jonas Verlag, Marburg 2014,
- Utopie documenta: Unverwirklichte Projekte aus der Geschichte der Weltkunstausstellung, Verlag für Moderne Kunst, Wien 2015,
- Hans Jürgen von der Wense. documentaWanderungen. Blauwerke, Berlin 2015.
- mit Helmut Plate: documenta. Eine Bildgeschichte / Pictorial History. Oktogon Verlag, Kassel 2017,
- documenta persönlich. Weitere Erinnerungen an die Weltkunstausstellungen. Weimar 2018
- Sweet Home. Wohnen im Zeitalter der Unbehaustheit. Weimar 2022